# فيرنر فورمان
فيرنر فورمان (بالتشيكية: Werner Forman)‏ هو مصور تشيكي، ولد في 13 يناير 1921 في براغ في التشيك، وتوفي في 13 فبراير 2010 في لندن في المملكة المتحدة.